# 47th–50th Streets – Rockefeller Center
47th–50th Streets – Rockefeller Center – stacja metra nowojorskiego, na linii B, D, F i M. Znajduje się w dzielnicy Manhattan, w Nowym Jorku i zlokalizowana jest pomiędzy stacjami Seventh Avenue, 57th Street, Fifth Avenue / 53rd Street oraz 42nd Street / Fifth Avenue – Bryant Park. Została otwarta 15 grudnia 1950.